# 石黒莞士
石黒 莞士（いしぐろ かんじ、1966年3月5日 - ）は、日本の俳優、モデル。

## 人物・略歴
千葉県出身。身長183cm。趣味はギター作詞作曲、コンピュータグラフィックス、イラストレーション。自分の思う長所は感性あふれる仕事のとらえ方。デビューのきっかけはスカウト。

## 出演

### テレビ
- 心療内科医・涼子（1997年 日本テレビ）
- きらきらひかる（1998年 フジテレビ） 刑事役

### CM
- ソニー ハンディカム、WEGA
- 松下電器産業
- キリンビール
- モリモト
- JR東海
- アサヒビール アサヒスーパードライ
- レナウン
- IDO
- リーガルシューズ
- 丸井
- ユニマット
- 石川銀行
- レインズインターナショナル レッドロブスター
- エッソ
- ジョニー・ウォーカー
- 黒ラベル
- サッポロビール
- コカ・コーラ ジョージア
- ケンタッキー
- NEC LavieC
- スバル レガシィアウトバック　『ふたりの足跡篇』　（2006年11月 - ） 七森美江と共演

### Vシネマ
- ロンタイベイビー

### 舞台
- ラブレター

### PV
- サザンオールスターズ TSUNAMI

## モデルとしての活動

### ショー
- カステルバジャック
- ラルフ・ローレン
- セルッティ
- ポロラルフローン
- トラサルディー
- ジョルジオ・アルマーニ* ニコルクラブ
- アーストンボラージュ
- 台湾コレクション

### 雑誌
- Gainer
- Tazan
- POPEYE
- Oggi
- MEN'S CLUB
- 日経ビジネス
- MRハイファッション
- ミセス

### 広告
- レナウン ネクストアイ
- 日本経済新聞
- シティバンク
- コーセー
- NEC
- 東芝
- SONY
- NTT
- NTTドコモ
- PNJコミュニケーションズ
- 三菱自動車工業
- クレディスイスライフ
- マイクロソフト
- JR東海
- マツダ
- ダイワハウス
- 西武百貨店
- インテル